# Kostel svatého Manuela a Benedikta
Kostel svatého Manuela a Benedikta je kostel v Madridu, který se nachází na Calle de Alcalá 83, v přední části parku Retiro a byl postaven v letech 1902 až 1910. Vytvořil ho architekt Fernando Arbós y Tremanti a byl předurčen jako sídlo a kostel augustiniánů. Patrony této stavby byli katalánský obchodník Manuel Caviggioli a jeho manželka Benita Maurici, kteří pro tento účel darovali půdu.
Kostel je postaven v neobyzantském stylu, s půdorysem řeckého kříže, s velkou kopulí s pendentivy, které symbolicky představují Evangelisty. V interiéru je boční kaple s oltářem z bílého mramoru ve středu a dvěma hroby katalánského páru po stranách. V průčelí stojí věž postavená ve stylu italských campaniles. Restaurační práce v poslední třetině 20. století byly provedeny podle návrhu architekta Josého Antonia Arenillase.
Od roku 1982 je španělskou kulturní památkou.

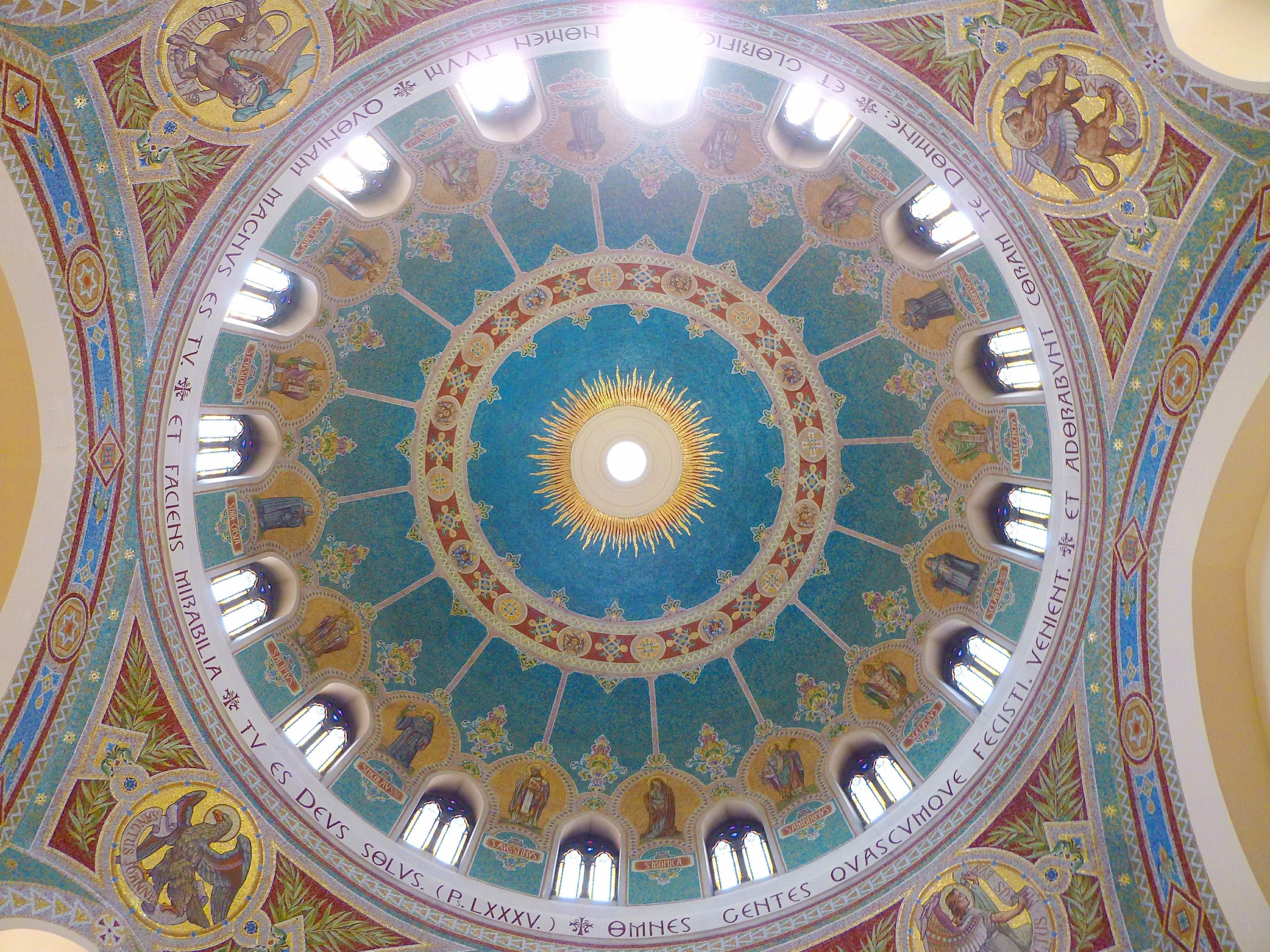
Kupole
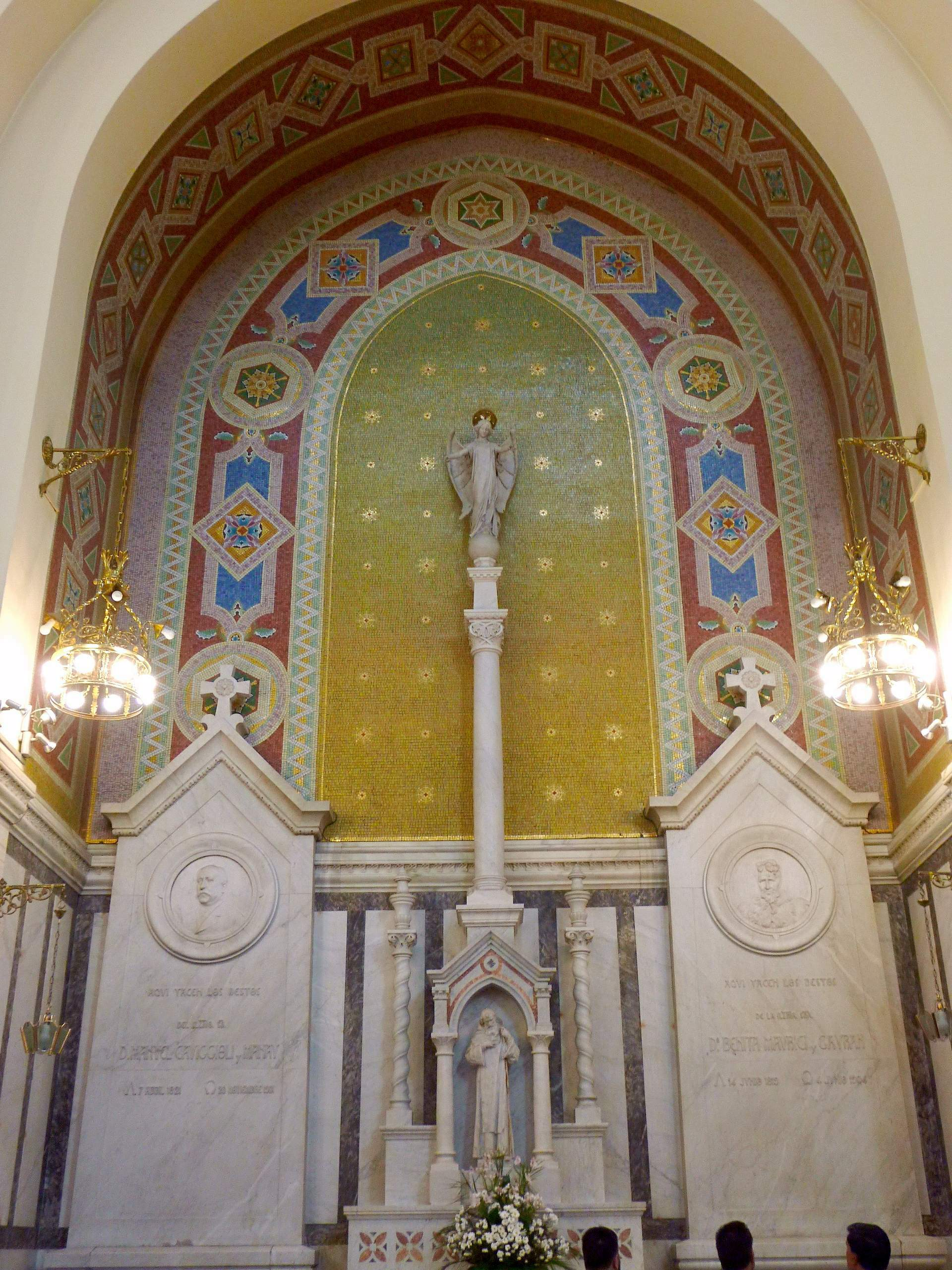
Boční kaple
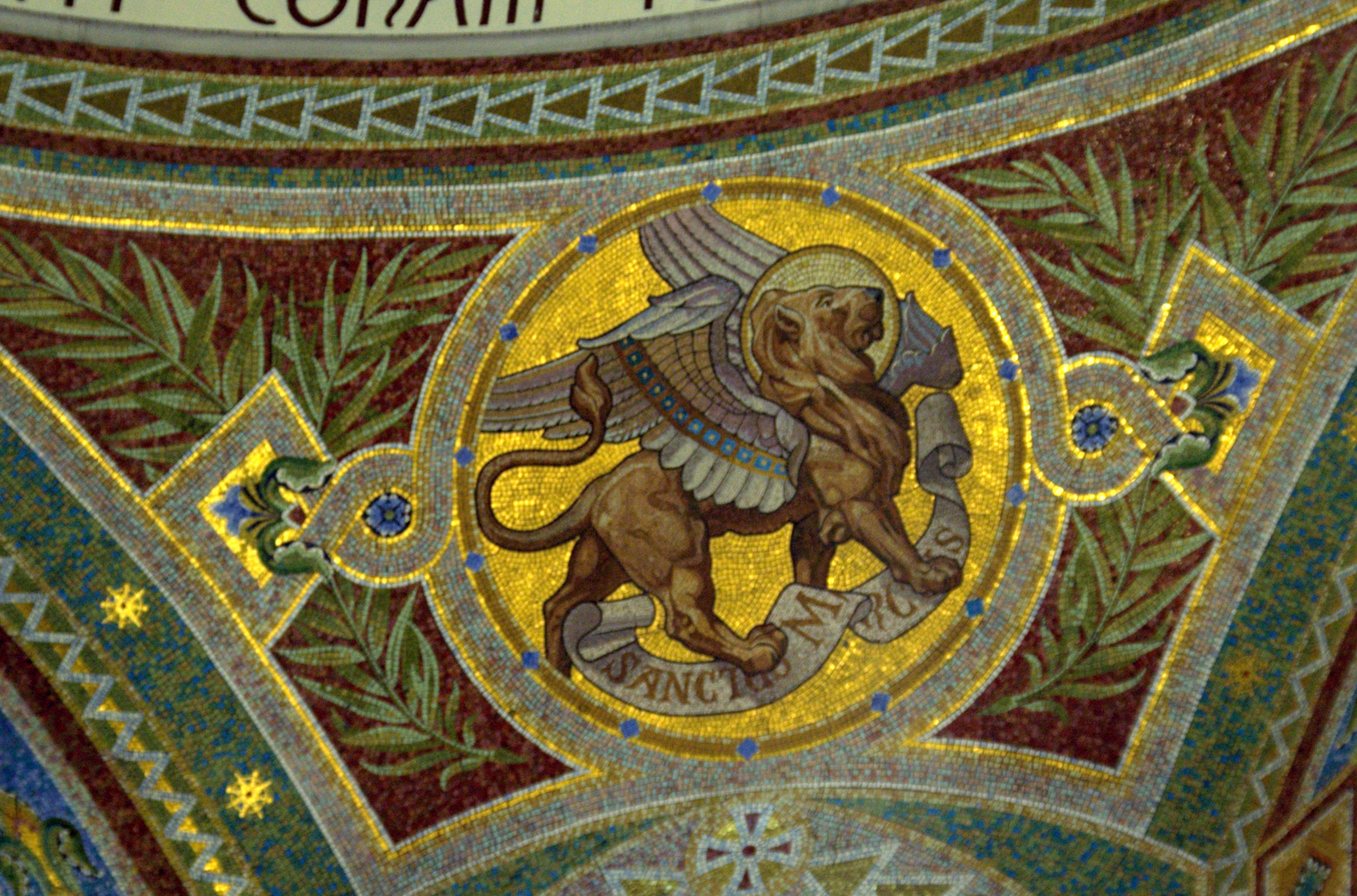
Lev sv. Marka